# Иван Анастасов (лекар)
Вижте пояснителната страница за други личности с името Иван Анастасов.
Иван Григоров Анастасов (на македонска литературна норма: Иван Глигоров Анастасов) е университетски преподавател и български лекар от Македония.

## Биография
Роден е на 23 юли 1908 година в град Кавадарци. Син е на общественика Григор Анастасов, автор на петиция до ООН за защита на българското малцинство в Югославия. Заради постъпката на баща му, Анастасов е изключен от университета. През 1934 година завършва медицина в Белград и от следващата година работи в село Драчево. По-късно в хигиенната служба на Скопие. Член-съдружник е на списанието „Луч“.
През 1939 година започва специализация в болницата в Скопие, която завършва в 1942-1943 година в София и става първият радиолог в Македония.
След войната през 1944 година става началник на рентгеново отделение към Държавната болница в Скопие. Осъден е на затвор от новите македонистки власти като българин. През 1947 година основава Института за рентгенология и става негов директор, а от 1956 година и примариус. По-късно организира курсове за специалисти по рентгенология. От 1969 година е дописен член на Секцията по радиология към Френското лекарско дружество.